# Suède-Finlande
Pour des articles plus généraux, voir Histoire de la Suède et Histoire de la Finlande.
XIIIe siècle – 1809
Entités précédentes :
- Royaume de Suède
- Territoires finnois

Entités suivantes :
- Suède-Norvège
- Grand-duché de Finlande

La Suède-Finlande (en finnois : Ruotsi-Suomi ; en suédois : Sverige-Finland) est une appellation surtout utilisée en Finlande pour désigner le royaume de Suède entre le XIIIe siècle et la fin de la guerre de Finlande en 1809, qui comprenait le territoire de l'actuelle Finlande.

## Terminologie
Suède-Finlande est une appellation tenant son nom du fait que le royaume incluait ce qui constitue actuellement la Finlande. Cependant, cette appellation est historiquement inexacte car la Finlande proprement dite n'existait pas, mais était incluse dans deux régions historiques du royaume de Suède : l'Österland dans sa partie méridionale et le Norrland dans sa partie septentrionale. 
Il s'agissait donc officiellement du royaume de Suède, simplement plus étendu qu'actuellement. De plus, la Suède-Finlande correspond en réalité à plusieurs entités politiques successives pour le royaume de Suède : la Suède indépendante du Moyen Âge jusqu'en 1397, l'union de Kalmar de 1397 à 1523, et à nouveau la Suède indépendante jusqu'à la cession de la Finlande à la Russie en 1809.
Ceci est donc à distinguer des appellations Danemark-Norvège et Suède-Norvège, qui constituaient des unions personnelles.

## Histoire
La Grande guerre du Nord (1700–1721) livrée contre la Russie porte un coup important à la Suède-Finlande et marque le début d'une lente période de déclin qui se solde par sa chute en 1809 lors de la guerre de Finlande.